# Spust po Gangesu (Mahabalipuram)
Spust po Gangesu, lokalno znan kot Ardžunina pokora, je spomenik v Mamalapuramu, na Koromandski obali Bengalskega zaliva, v okrožju Čengalpatu v zvezni državi Tamil Nadu v Indiji. Meri29 m × 13 m in je ogromen skalni relief na prostem, izklesan na dveh monolitnih skalnih balvanih. Legenda, prikazana v reliefu, je zgodba o spustu svete reke Ganges na zemljo z nebes, ki jih vodi Bhagiratha. Vode Gangesa naj bi imele nadnaravno moč. Spust Gangesa in Ardžunina pokora sta prikazana v kamnu na dediščini Palava. Relief je bolj kot platno indijske skalne skulpture v najboljšem stanju, ki je ni videti nikjer v Indiji. Je eden od skupine spomenikov v Mamallapuramu, ki so bili od leta 1984 uvrščeni na Unescov seznam svetovne dediščine.

## Geografija
Relief Ardžuna je v središču Mahabalipurama, obrnjen proti morju, na kratki razdalji od Koromandske obale Bengalskega zaliva, kjer je Šore tempelj. Dostopen je iz mesta Čenaj po 58 km asfaltirani cesti proti zahodu in 32 km od Čengalpeta.

## Zgodovina
Relief je bil ustvarjen za praznovanje zmage Narasimhavarmana I. nad kraljem Čalukja Pulakesinom II. Kraj, zdaj znan kot Mamalapuram, je bil prej znan po vzdevku, ki ga je dobil kralj Narasimhavarman I. (630–668 n. št.) iz dinastije Palava (ki je vladal od 4. do 9. stoletja)) kot Mamalan, 'veliki rokoborec' ali 'veliki bojevnik'. Njegov oče je bil kralj Mahendravarman I. Arhitekturne stvaritve v Mamalapuramu, ki jih večinoma pripisujejo Mamali v 7. stoletju, so kot medij za kiparjenje uporabile skalne stene in situ, kar se je do takrat izvajalo z nekaterimi pokvarljivimi materiali, kot je les ali razsuto kamenje. Je del 25 kulturnih območij Unescove svetovne dediščine v Indiji in kot zaščiten spomenik je arheološkemu zavodu Indije (ASI), Chennai Circle zaupano njegovo vzdrževanje v vseh pogledih. Reliefi na prostem (vključno s Spustom reke Ganges (Mamallapuram) so ena od štirih kategorij, po katerih je UNESCO mesto opredelil kot območje svetovne dediščine in ga leta 1984 vpisal pod naslovom Skupina spomenikov v Mahabalipuramu. O tem reliefu v skali poročajo kot o »vzvišeni« zgodnji skulpturi iz 7. stoletja; celo v poznejši dinastiji Čola so sprejeli tehniko kiparjenja svetišč v templjih, ki so jih zgradili v poznem 9. stoletju. Ta arhitekturna zapuščina Palave dinastije nadaljujejo potomci kiparjev tistega obdobja, ki so danes vključeni v sedanjo mestno kulturo.

## Postavitev
Relief je obrnjen proti vzhodu. Ustvarjen je bil na dveh velikih balvanih iz rožnatega granita na prostem, kar daje celoti naraven učinek. Balvana merita 15 krat 30 metrov. Veliko izrezljanih figur je v naravni velikosti. Naravna razpoka, zelo velika pravokotna razpoka, je spretno oblikovana. Je med obema balvanoma in je sestavni del mitskih pripovedi, izklesanih na celotnem reliefu. Na vrhu skale je bil nekoč nameščen rezervoar za vodo, ki je označeval reko Ganges. Spuščal se je čez razpoko in relief, da bi dal vtis Gange, ki se spušča s Šivinih strahov, vezanih na glavo. Ta prizor je bil ustvarjen med prazničnimi priložnostmi in prisotnost zidane cisterne na vrhu razpoke za izpust vode potrjuje njegovo lokacijo na mestu. Relief je skupek več kot sto figur (omenjenih je tudi 146) bogov, ljudi, polčlovekov in živali.

## Predmet
Skulpture, izklesane v naravni razpoki, ki deli pečino, ne prikazujejo le kozmičnega dogodka Ganges, ki se spušča na Zemljo, ampak prikazujejo tudi dogodek, ki ga opazujejo številni bogovi, boginje, mitske figurice, kot so Kinara, Gandharva, Apsara, Gana, Nage, pa tudi divje in domače živali. Skupno število rezbarij je verjetno približno 146. Rezbarije slonov so skoraj naravne velikosti. Drug šaljiv prizor so rezbarije opic, ki posnemajo jogijske prizore modrecev. Šiva je prikazan poleg Kinar, ki so upodobljene v velikem številu v zgornjem delu reliefa; so antropomorfne oblike pol človeka pol ptice, popularne indijske umetniške oblike v starih časih, ki predstavlja indijski etos sveta kot ene stvaritve. Moški Kinara drži glasbilo (Alapini vina), medtem ko ženska Kinara drži činele. Šiva je izklesan pred reko (desno od razpoke) v stoječem položaju z Bhagiratho, modrecem, ki stoji na eni nogi in mu moli, da bi preveril moč Gange, ko se spusti na zemljo. Šiva je prikazan z orožjem, ki ga razlagajo kot Pašupati, ki ga je dal Ardžuni. Gane, prikazane na rezbarijah, predstavljajo ljudi, ki so vse svoje življenje preživeli v predanosti Šivi in so blagoslovljeni z dobroto, da ostanejo blizu Šivi ves čas. Rezbarije božanskih Nagov, prikazanih kot plavajo v reki, ko se Ganga spušča z nebes, so prav tako v antropomorfne oblike kače in človeka, kar je tradicionalni slog indijske umetnosti od antičnih časov. Predvidevajo, da označujejo plodnost in zaščitne sile narave. Videti jih ni le na sredini plošče, obrnjene proti razpoki, ki predstavlja reko, ampak tudi na vrhu plošče ob vstopu vode čez kanal, kar označuje razširjenost čaščenja Nagov v hindujskih verskih prepričanjih.
Rečeno je tudi, da je relief v eni enoti koncept zgodnjega indijskega umetnika o »vzvišeni kontinuiteti v vseh živih bitjih«. Sloni, prikazani na reliefih, so edinstveni v dejstvu, da detajli vključujejo slonje mladiče za sloni v naravni velikosti. Zanimiva je tudi upodobitev jelena, ki se praska po nosu. Sloni predstavljajo čredo, ki se premika proti reki, da bi pila vodo. Rezbarija slona samca je pred rezbarijo njegove partnerice. Na plošči so tudi izrezljani trije slonji mladiči s slonjim samcem in dva mladiča s slonico.
Na zgornjem delu plošče sta upodobljena tudi sonce na levi in luna na desni strani. Na plošči je viden tudi kim-puruša, kar pomeni škrat s podolgovatimi ušesi, ki nosi kapo na glavi in udarja v boben.
V zgornjem delu plošče je prikazana Himalaja, ki potrjuje teorijo o plošči, ki predstavlja spust Gangesa. Prikazani so tudi divji levi z veliko grivo in tudi ovni, ki naj bi predstavljali himalajski habitat. Na levi strani zgornje plošče so vidne rezbarije božanstev in nebesnih parov, ki se premikajo proti reki. V tem delu je vklesanih tudi nekaj živali, levov in opic. Dva para Kinar in trije pari nebesnih parov so prikazani, kako letijo v zraku in se približujejo reki (razcep). Lovci in lovski prizori so del tega dela plošče; lovec z lokom, dva lovca, ki se skrivata pod drevesi, da bi lovila, lev, ki bo napadel dva lovca, so nekateri deli gozdnih prizorov, izrezljanih na ploščo. Drugi spodnji prizor prikazuje nekaj opic in izrezljanega leva v njegovem brlogu z nekaj jeleni pred njim. Vidne so tudi rezbarije lovcev, ki nosijo vrč, in drugega, ki nosi ulovljene živali.
Drug pomemben prizor je tempelj desno od razpoke na spodnjem koncu plošče. Ta tempelj je preprost in majhen, v njem pa je vklesan Višnu kot božanstvo. Streha templja je oblikovana v slogu Draupadi Ratha s kvadratno ukrivljeno kupolo tipa stolp. Vendar pa je vrh raven in opremljen s stupi z gavakšawgavakšo v sredini. Vogali so okrašeni z motivi rož. Na vencih so tudi vidne gavakše, izrezljane s človeškimi obrazi v notranjosti. V nadstropju nad vencem so vklesani motivi levov. Kupolasto streho podpira kvadrat. Videti je modreca, ki sedi pred templjem in pridiga svojim učencem. Na sedežu pod tem prizorom je vklesan lev v svojem brlogu in pod njim par jelenov. Ob templju je prikazana želva, ki kaže na vodo v bližnji bližini.

## Interpretacije
V eni razlagi naj bi bila figura na reliefu, ki stoji na eni nogi, Ardžuna, ki izvaja askezni tapas, da bi prejel darilo od Šive kot pomoč v boju v vojni Mahabharata. Zgodba o pokori je pripovedovana v epu Mahabharata pod podnaslovom Kiratardžunija. Dar, ki naj bi ga prejel Ardžuna, se je imenoval Pasupata, Šivino najmočnejše orožje. Po mitu, pripovedovanem o tem dogodku, so Asure (demoni) poslale merjasca, da ubije Ardžuno. Nato se je na prizorišču pojavil Šiva, da bi zaščitil Ardžuno, ki je prevzel obliko kirate (lovca). Tako Ardžuna kot Šiva sta v merjasca izstrelila puščice in ga ubila; oba sta si pripisala zasluge za umor in med njima je prišlo do spopada, v katerem je Šiva zmagal. Nato je Ardžuni razkril svoj pravi jaz, ga blagoslovil in mu dal orožje, za katerega je Ardžuna prikazan med opravljanjem pokore.
Relief je vklesan na dva velika balvana z razcepom. Nad razpoko je bil zbirni bazen in nekoč je voda morda tekla vzdolž razpoke. Figure v razpoki v skali so prekrite z Nagami (kačjimi božanstvi), v drži andžali. Reka naj bi predstavljala Gango ali reko Ganges, ki izvira iz Šivine glave. To daje osnovo za alternativno interpretacijo poslikave. Namesto Ardžune naj bi bil lik, ki izvaja askezo, Bhagiratha. Bhagiratha naj bi izvajal askezo, da bi se Ganga lahko spustila na zemljo in oprala pepel svojih sorodnikov ter jih osvobodila njihovih grehov. Da bi prekinila Gangin padec z neba na zemljo, pade na Šivine lase in jo njegove kite razdelijo na številne potoke; ta čudežni dogodek je prikazan v obliki skulptur na balvanih, ki jih opazujejo živali in ljudje.
Druga razlaga za jogija, ki dela pokoro na eni nogi, je, da je to upodobitev Bhagirathe, ki opravlja hudo pokoro, da bi spustil Ganges na zemljo, da bi ljudem prinesel blaginjo in srečo. Nage, izklesane v razcepu, predstavljajo plodnost in bogastvo. Šiva in drugi bogovi so prikazani, kako blagoslavljajo svetnika. Prizor je dodatno poudarjen z rezbarijami kraljev, modrecev, umetnikov in živali.
Še ena interpretacija mita, ki jo vidimo v drugem delu plošče, je mačka, ki stoji na eni nogi (očitno kot strogost) in morda ikonična figura v reliefu. Razlagajo ga tako, da se nanaša na zgodbo Pančatantre o asketu. Označuje zajca, ki zvabi ptico, da se približa, da bi jo ta ujela in požrla. Umetnik je prikazal izraz na mačjem obrazu, njene motive so jasni.